# 谷泰
谷 泰（たに ゆたか、1934年1月17日 - ）は日本の文化人類学者、京都大学名誉教授。専門は西洋史、社会人類学。

## 経歴
出生から修学期
1934年、福岡県八幡市（現北九州市）で生まれた。京都大学文学部史学科に入学し、1956年に卒業。京都大学大学院文学研究科西洋史学専攻博士課程に進んだ。1960年5月に 京都大学大学院文学研究科西洋史学専攻博士課程を中退。
社会人類学研究者として
1960年6月、 京都大学人文科学研究所西洋部の助手に採用された。1962年7月、日本パキスタン合同サルトロ・カンリ登山隊に参加。1968年4月、同志社大学工学部講師となった。同年、京都大学サハラ学術探検隊に参加し、梅棹忠夫、石毛直道らと共にセブハ（リビア）周辺の調査に従事した。1969年4月、同志社大学工学部助教授に昇格。
1974年4月、京都大学人文科学研究所助教授に転じた。1975年4月より国立民族学博物館助教授を兼任。1982年4月、京都大学人文科学研究所教授に昇格（兼任していた国立民族学博物館も教授昇格・併任（1989年3月まで））1989年4月より京都大学人文科学研究所所長となり、1991年3月まで務めた。
1997年3月に京都大学を定年退官し、4月より名誉教授となった。同1997年4月から1999年3月まで滋賀県立大学人間文化学部教授として教鞭をとり、1999年からは大谷大学文学部教授を務めた。2004年、大谷大学を退任。

## 受賞・栄典
- 1976年：第3回日本ノンフィクション賞『牧夫フランチェスコの一日』
- 2023年：大同生命地域研究賞を受賞[4]。「地中海・中近東地域における牧畜文化の歴史文化的意味に関する研究」に対して[5]。

## 著書
単著
- 『牧夫フランチェスコの一日―イタリア中部山村生活誌』日本放送出版協会［NHKブックス］1976
  - 文庫化 平凡社ライブラリー 1996年
- 『「聖書」世界の構成論理―性、ヴィクティム、受難伝承』岩波書店 1984
- 『神・人・家畜―牧畜文化と聖書世界』平凡社 1997
- 『カトリックの文化誌―神・人間・自然をめぐって』日本放送出版協会［NHKブックス］1997
- 『笑いの本地、笑いの本願―無知の知のコミュニケーション』以文社 2004
- 『牧夫の誕生―羊・山羊の家畜化の開始とその展開』岩波書店 2010

編著
- 『社会的相互行為の研究』京都大学人文科学研究所 1987
- 『文化を読む――フィールドとテクストのあいだ』人文書院 1991
- 『コミュニケーションの自然誌』新曜社 1997

共編著
- 『イタリア中部山村の調査報告』梅棹忠夫共著, 京都大学人文科学研究所, 1971
- 『牧畜文化の原像―生態・社会・歴史』福井勝義共著, 日本放送出版協会, 1987
- 『文化人類学を学ぶ人のために』米山俊直共著, 世界思想社 1991
- 『世界民族事典』綾部恒雄・大塚和夫・木村秀雄・黒田悦子・小西正捷・小松久男・須藤健一・日野舜也・横山廣子共編, 弘文堂 2000
- 『文化人類学文献事典』小松和彦・田中雅一・原毅彦・渡辺公三共編, 弘文堂 2004

訳書
- 『星界の報告　他一編』ガリレオ・ガリレイ著、山田慶児と共訳、岩波文庫 1976
- 『偽金鑑識官』ガリレオ・ガリレイ著、山田慶児と共訳、中公クラシックス 2009
  - 『世界の名著 ガリレオ』(中央公論社)を文庫化
- 『文化を超えて』エドワード・T・ホール著、岩田慶治と共訳、TBSブリタニカ 1979
  - 新版 1993年
- 『ヨーロッパの民衆文化』ピーター・バーク著、中村賢二郎と共訳、人文書院 1988